# 劳斯莱斯遄达7000
勞斯萊斯遄达7000是劳斯莱斯遄达系列渦輪風扇發動機的最新型號，從遄达1000演化而成，目前是空中客车A330neo唯一的發動機選項。

## 發展

### 首次應用
2014年7月14日，空中巴士於法恩堡航空展上，公佈將會開發A330neo，並指定勞斯萊斯為獨家發動機供應商。同時，勞斯萊斯為A330neo項目，提供專屬的遄达7000發動機。至翌年11月27日，首台試製機在英國德比郡的試驗台上首次運轉，並取得成功。
由於勞斯萊斯需時解決同系遄达1000 TEN發動機的技術問題，以配合波音787-10於2017年3月首飛的時間表，故此遄达7000需延遲交付。直到同年6月，首對遄达7000發動機才正式交付空中巴士。
經過一年試飛後，遄达7000以「遄达1000演進型」的名義，於2018年7月20日正式取得欧洲航空安全局的型號合格證，較原訂2017年第一季取證的計劃延遲一年。亦因如此，遄达7000要延遲至同年8月才能量產，到同年10月的保證產量（10對）仍未能達到首年生產15對發動機的指標。直到2019年，生產速度才提升至預定水平。
首對遄达7000已於2018年11月26日，隨同首架A330neo交付予TAP葡萄牙航空，並即時獲得ETOPS-180認證。其後，遄达7000於同年12月再升級至ETOPS-330認證。
目前，除首兩台試製機於英國德比郡製造，其餘的遄达7000均於新加坡組裝。

### 在中國的發展
2016年，中國商用飛機與俄羅斯聯合航空製造公司合作，開展CR929廣體客機項目。由於中、俄兩國製造高涵道比發動機的技術仍未成熟，因此邀請了勞斯萊斯、普惠公司和通用電氣航空，就CR929的發動機選項提交方案。到第二輪競標時，只有勞斯萊斯和通用電氣入圍。
勞斯萊斯原先只打算以上一代的遄达700作為競標方案，但由於競爭力不大，故後來改為提供燃油效益更好的遄达7000，並願意與中國航空發動機集團合作在中國設立第二條生產線。若競標成功，CR929將成為第二款採用遄达7000發動機的飛機。雖然CR929初期只會使用遄达7000或GEnx其中一款引擎，但技術接口預留可同時適配中、俄兩國日後的國產發動機。但在俄羅斯宣佈減少對CR929項目的投入後，勞斯萊斯決定改以推力更高的遄达900發動機作為競標方案。
受中美貿易戰影響，CR929發動機競標結果將由原訂的2019年，延後一年至2020年尾才公佈。

## 設計

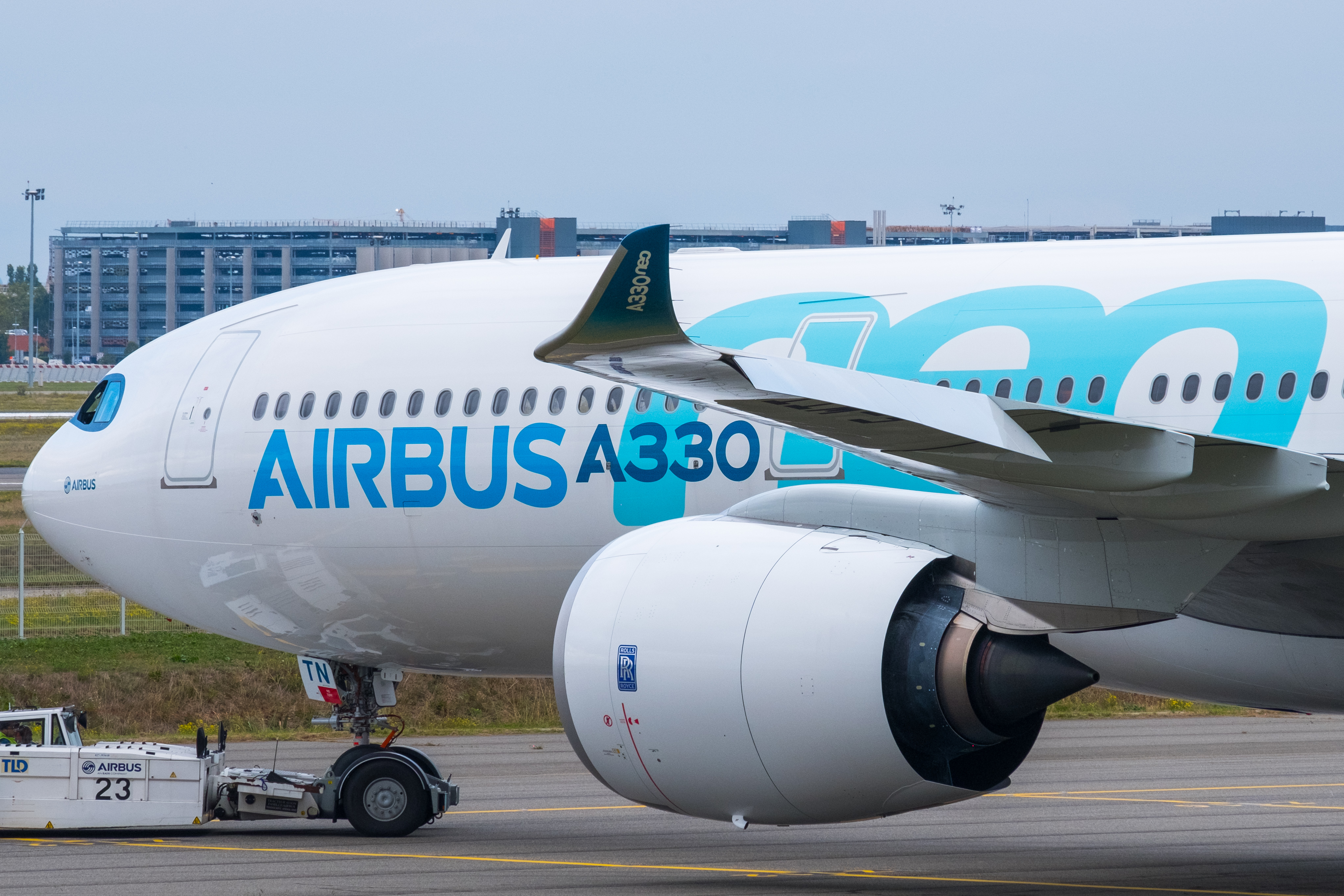
安置在空中巴士A330neo樣機上的遄达7000

與空中巴士A330ceo採用的遄达700比較，遄达7000有著不少的改進：遄达7000的涵道比為上一代發動機的兩倍，但噪音減少一半；此外，汲取了遄达XWB及遄达1000 TEN所採用的先進技術，第一級風扇及高壓壓縮機的設計亦有所改進，以改善燃油效益及總推比。
但是，遄达7000並沒有採用遄达1000的「多電」設計，在啟動時仍由引氣帶動高壓軸旋轉。

## 規格（遄达7000-72型）
数据来源： 歐洲航空安全局

### 概况
- 类型： 三閥芯式渦輪風扇發動機
- 长度： 4,775mm（188英吋）
- 直径： 2.85米（112英寸）（第一級風扇，共有20塊葉片[17]）
- 淨重： 6,445（14,209磅）

### 组件
- 压缩机： 8級中壓壓氣機，6級高壓壓氣機
- 燃烧室： 1級環狀燃燒室連18個燃料噴嘴
- 涡轮： 1級高壓渦輪，1級中壓渦輪，6級低壓渦輪

### 性能
- 最大推力： 324.0 千牛/72,834 磅（起飛）
289.2 千牛/65,005 磅（持續）
- 总压比： 50:1[17]
- 旁通比： 10:1[17]
- 涡轮前温度： > 1,835 K（1,562 °C；2,843 °F）
- 燃料消耗率： 較遄达700少10%[17]
- 推重比： 5.13
  - 轉速：高壓渦輪：13,391 rpm
中壓渦輪：8,937 rpm
低壓渦輪：2,683 rpm

## 相關發動機型號
- 劳斯莱斯遄达700
- 劳斯莱斯遄达1000
- 勞斯萊斯遄达XWB